# Лорис-Меликов, Михаил Тариэлович
Граф (с 16 апреля 1878) Михаи́л (Микаэ́л) Тариэ́лович Лори́с-Ме́ликов (арм. Միքայել Տարիելի Լոռիս-Մելիքով, Միքայել Լոռու Մելիքյան; 19 [31] октября 1824, Тифлис — 24 декабря 1888, Ницца) — российский военачальник и государственный деятель армянского происхождения: генерал от кавалерии (1875), генерал-адъютант (1865).
В последние месяцы царствования императора Александра II занимал пост министра внутренних дел с расширенными полномочиями, проводил либеральную внутриполитическую линию, планировал создание представительного органа с законосовещательными полномочиями (см. «Конституция Лорис-Меликова»).
Русская печать дала его политике апеллирования к общественному мнению после взрыва в Зимнем дворце (5 февраля 1880 года) ироническое наименование «диктатуры сердца», а его самого называли иногда «диктатором сердца».

## Происхождение, детство, начало карьеры
Родился в Тифлисе 19 октября 1825 года в знатной армянской семье. Предки с XVI века владели городом Лори и одноимённой областью. Получили от персидского шаха Аббаса в 1602 году фирман, подтверждавший древние права их на Лорийскую область, причём один из предков Назар Лорис-Меликов был вынужден принять ислам; позднее его потомки вернулись в лоно Армянской церкви и были наследственными приставами и князьями Лорийской степи. Лорис-Мелики входили в состав высшего грузинского дворянства и были внесены в VI часть родословной книги Тифлисской губернии. Отец Михаила жил в Тифлисе, вёл довольно значительную торговлю с Лейпцигом.
Город Лори населяли группы этнических грузин и армян. Многоязычность и многонациональность города оказали непосредственное влияние на становление Михаила. В детстве он был прозван «армянским грузином», что подчеркивает его культурную открытость.
С раннего детства Михаил был предрасположен к диалоговому восприятию информации и коммуникации, что в последствии сказалось на его методах руководства.
В 1836 году определён в московский Лазаревский институт восточных языков, откуда был исключён за мелкое хулиганство; с 1841 года учился в школе гвардейских подпрапорщиков и кавалерийских юнкеров в Петербурге (Николаевское кавалерийское училище).
В Петербурге он близко сошёлся с Некрасовым, тогда ещё безвестным юношей, и несколько месяцев жил с ним на одной квартире. 2 августа 1843 года был выпущен корнетом в Лейб-гвардии Гродненский гусарский полк, где прослужил четыре года.

## Кавказская война
Происходившие в то время непрерывные военные действия на его родине тянули Лорис-Меликова принять в них участие, и он, по его просьбе, был переведён в 1847 году, с чином поручика, состоящим по особым поручениям при главнокомандующем в то время Отдельным Кавказским корпусом князе Воронцове. В том же году Лорис принимал участие в действиях русских войск под начальством генерала Фрейтага в Малой Чечне, при прокладке широких просек в дремучих лесах Чечни и при отражениях нападений горцев, всячески препятствовавших этой работе. Беспрерывные стычки с горцами дали Лорису случай проявить свою храбрость и свои боевые способности и доставили ему вместе с тем орден св. Анны 4-й степени и золотую саблю с надписью «За храбрость». В 1848 году он состоял в отряде другого кавказского героя, князя Аргутинского-Долгорукова, действовавшего в Дагестане. Лорис проявил храбрость при взятии аула Гергебиля и был произведён за отличие в штабс-ротмистры. С целью нанести сильное поражение Шамилю в Дагестане, в 1849 году был составлен особый отряд, при котором находился и Лорис. Отряд этот двинулся к большому аулу Чох и скоро окружил его: стоявший за Чохом Шамиль со своими силами не решался вступать в сражение. После нескольких штурмов и сильной бомбардировки аул Чох был почти полностью разрушен, но не взят, и отряд вернулся на зимние квартиры, но в начале 1850 года снова двинулся в ту же местность. Лорис был при этом награждён орденом св. Анны 3-й степени с бантом.
В 1851 году он участвовал в большой зимней экспедиции на левом фланге Кавказской линии в Большой Чечне, против известного Хаджи-Мурата, а с весны того же года находился на правом фланге линии при возведении укрепления на р. Белой и отражениях сил Мегмет-Аминя и за отличия в военных действиях был произведён в ротмистры.

## Крымская война
Возникшая вскоре Восточная война с Турцией активизировала атаки горцев вдоль всей кордонной линии. Для прекращения этих набегов был собран при Куринском укреплении, под начальством князя Барятинского, особый отряд, при котором находился и Лорис-Меликов. Отряд двинулся на реку Мичик и аул Исти-су, причём Меликов не раз отличался в делах с горцами, сильно наседавшими на русский отряд, и был произведён в полковники.
После этого он перешёл в состав войск, действовавших на Кавказской турецкой границе против турок, и отличился в двух известных сражениях — при Баяндуре и Башкадыкларе, в которых было нанесено сильное поражение турецким войскам под начальством Абди-паши. Лорис-Меликов был при этом повторно награждён золотой саблей с надписью «За храбрость». В 1854 году ему было поручено сформировать отдельную команду охотников, состоявшую из армян, грузин, курдов и других кавказских народов (здесь, как и во многом другом, Лорис-Меликову помогало знание нескольких восточных языков). Затем, находясь в отряде генерал-лейтенанта князя Бебутова и будучи постоянно в авангарде, Лорис делал нападения на турецкую кавалерию и 13 апреля 1855 года нанёс ей большой урон (за это дело получил орден св. Владимира 4-й степени с бантом), а затем участвовал в сражении при Курюк-Дара, в котором князь Бебутов разбил 60-тысячный турецкий корпус. За эти действия Лорис был награждён орденом св. Владимира 3-й степени.
В августе 1855 года он был назначен состоящим по особым поручениям при новом главнокомандующем графе Н. Н. Муравьёве, продолжая по-прежнему командование охотниками, Лорис осматривал дороги, ведущие к крепости Карс, и зорко следил за неприятелем при обложении этой сильной крепости. По взятии Карса он был назначен начальником Карской области и в продолжение девятимесячного управления ею приобрёл всеобщее расположение обывателей своим благоразумным управлением.

## Начало административной деятельности
После возвращения Карса туркам по условиям заключённого в 1856 году Парижского мира, Лорис-Меликов был произведён 4 августа в генерал-майоры, а затем в 1858 году назначен начальником войск в Абхазии и инспектором линейных батальонов Кутаисского генерал-губернаторства. В это время по его распоряжению было заложено укрепление Цебельды для защиты от нападения горцев и для прекращения контрабандной торговли горцев, путём которой они преимущественно приобретали себе огнестрельное оружие, порох и все необходимые военные припасы.
В 1859 году Лорис-Меликов был командирован в Турцию для переговоров о принятии в пределы азиатской Турции горцев-переселенцев из Терской области, по выполнении этого задания получил орден св. Станислава 1-й степени.

## Начальник Терской области
Назначенный вскоре военным начальником Южного Дагестана и дербентским градоначальником, Лорис-Меликов с большим успехом занялся водворением новых порядков среди горцев. В марте 1863 года назначен начальником Терской области, командующим расположенными в ней войсками и наказным атаманом Терского казачьего войска и произведён 17 апреля того же года в генерал-лейтенанты, 13 августа 1865 года назначен генерал-адъютантом. Отправляя обязанность начальника Терской области до 1875 года, Лорис-Меликов обратил всю свою деятельность на водворение порядка и спокойствия в среде горского населения области, продолжавшего ещё волноваться после недавнего покорения Кавказа, причём проявлявшиеся со стороны горцев попытки к открытому сопротивлению власти были очень скоро им прекращаемы. Помимо этого, за время управления Лорис-Меликова были освобождены от крепостной зависимости многие жители Терской области, находившиеся во власти владетельных князей и других лиц, и вместе с тем разрешены многие сословные поземельные вопросы, захватывавшие близко бытовую и экономическую сторону областного населения. Кроме того, в то время горцы были обложены государственной податью, и вместе с тем было значительно увеличено число учебных заведений, достигшее цифры 300, причём Лорис на свои средства учредил ремесленное училище во Владикавказе. Предпринятые меры содействовали умиротворению края и подготовили население к тому, что уже в 1869 году было признано возможным ввести в Терской области не только управление на началах общего учреждения Империи, но и судебные уставы 1864 года.
Напряжённая деятельность расстроила здоровье Лорис-Меликова и побудила его просить об увольнении для поездки за границу, чтобы прибегнуть к содействию иностранных врачей. Наместник Кавказа великий князь Михаил Николаевич, как было выражено в особом приказе по Кавказскому военному округу 15 мая 1875 года, «с величайшим сожалением уступил на просьбу Лорис-Меликова и только ввиду совершенной необходимости её удовлетворения». При этом Лорис-Меликов, ещё ранее, 30 августа 1865 года, пожалованный званием генерал-адъютанта Его Величества, был зачислен в 1875 году в Терское казачье войско, произведён 17 апреля в генералы от кавалерии и назначен состоять при наместнике великом князе, с отчислением от должности начальника Терской области. Отправился за границу, но недолго находился вдали от дел.

## Русско-турецкая война 1877—1878 годов
Подготовка к войне с Турцией сделала необходимым формирование особого действующего корпуса Кавказской армии для боевых действий против турок в Малой Азии. Начальство над этим корпусом было вверено Лорис-Меликову. Он вступил 12 апреля 1877 года в пределы Турции четырьмя колоннами и 5—6 мая штурмом овладел Ардаганом, за что был награждён орденом Св. Георгия 3-го класса. После этого он быстро подошёл к Карсу, гораздо лучше и сильнее укреплённому, нежели в Крымскую войну, и направил Эриванский отряд генерала Тер-Гукасова к Эрзеруму. В это время турецкие войска под начальством Мухтара-паши подошли к подошвам хребта Саганлуг к селению Зивин (на пути из Карса в Эрзерум), намереваясь спуститься к Карсу. Не желая допустить турок до этого, Лорис-Меликов атаковал их в начале июня.
Начало Зивинского сражения было для русских благоприятно, но турки вовремя получили большие подкрепления, и русские войска, встретив на пути большой овраг, понесли значительные потери и принуждены были отступить от Зивина. Мухтар-паша поставил часть своих сил на Аладжинских высотах, на отрогах Кара-Дага. Лорис-Меликов получил, в свою очередь, подкрепления в ночь на 28 июня 1877 года, отошёл из-под Карса и, совершив обход, 20—22 сентября атаковал неприятеля на высотах Аладжи с фронта и тыла и нанёс им полное поражение, взяв в плен более 7 тысяч турок. Затем соединённые силы Мухтара- и Измаила-пашей снова разбиты были Лорис-Меликовым в Авлияр-Аладжинском сражении 2 и 3 октября и при Деве-Бойну 23 октября. За эти победы Лорис-Меликов удостоился получить орден св. Георгия 2-го класса.
После указанных сражений Лорис-Меликов обратился к Карсу, считавшемуся неприступным. Подойдя к крепости, он немедленно ночью с 5 на 6 ноября двинулся на штурм и овладел Карсом, взяв в плен 17 тысяч турок и 303 орудия. За взятие Карса Лорис был награждён орденом св. Владимира 1-й степени с мечами. Овладев Карсом, Лорис-Меликов зимою же начал блокаду Эрзерума. Благодаря доверию к Лорис-Меликову местного населения и подрядчиков он даже на неприятельской территории вёл войну на кредитные деньги и рассчитывался с местным населением в российских рублях, чем доставил казне сбережение в несколько десятков миллионов.
При последовавшем заключении мира с Турцией, именным Высочайшим указом от 17 (29) апреля 1878 года командовавший действующим корпусом Кавказской армии, генерал-адъютант, генерал от кавалерии Михаил Тариэлович Лорис-Меликов за боевые достоинства был возведён, с нисходящим его потомством, в графское Российской империи достоинство и назначен состоящим в распоряжении главнокомандующего на Кавказе великого князя Михаила Николаевича.

## Борьба с чумой в Поволжье
С появлением в следующем 1879 году чумы в Ветлянке Лорис-Меликов был назначен временным астраханским, саратовским и самарским генерал-губернатором, с почти неограниченными полномочиями для борьбы с этой опасной болезнью. Ещё до прибытия его в Ветлянку благодаря строгим карантинным мерам, своевременно принятым и тщательно соблюдаемым, чума стала утихать. Лорис-Меликов оцепил ещё четвёртым кордоном всю Астраханскую губернию, лично был в Ветлянке, осматривал кордоны и скоро за прекращением чумы обратился в Петербург с предложением об уничтожении временного своего генерал-губернаторства, причём оказалось, что из отпущенных в его распоряжение четырёх миллионов рублей для борьбы с чумою было израсходовано не более трёхсот тысяч рублей. За эту деятельность Лорис-Меликов был удостоен ордена св. Александра Невского (алмазные знаки к этому ордену получил в 1881 году).

## Харьковский генерал-губернатор
Его возвращение в Петербург совпало с учреждением особых временных генерал-губернаторов (Европейская Россия была разделена на шесть генерал-губернаторств), снабженных почти безграничными полномочиями для противодействия революционно настроенным террористам.
Лорис-Меликов был назначен 7 апреля 1879 года временным генерал-губернатором Харьковской губернии, где незадолго перед этим был убит губернатор князь Д. Н. Кропоткин; с 17 апреля того же года — командующий войсками Харьковского военного округа. Исполняя обязанности харьковского генерал-губернатора, Лорис-Меликов заслужил уважение харьковчан тем, что не прибегал к огульным репрессиям. Учитывая подобное отношение населения, народовольцы даже не включили его в список генерал-губернаторов, которым они вынесли смертные приговоры.

## Главный начальник Верховной распорядительной комиссии
Вскоре после взрыва в Зимнем дворце (5 февраля 1880 года) был вызван в Петербург для обсуждения вопроса о мерах для борьбы с революционным движением. 14 февраля 1880 года был назначен главным начальником учреждённой 12 февраля того же года Верховной распорядительной комиссии, которая была наделена обширными полномочиями; с 3 марта — также временным начальником Третьего отделения. После прибытия в Петербург граф Лорис-Меликов стал популярной фигурой, завсегдатаем великосветских обедов и партий в вист. Недоброжелательно настроенная к нему графиня Клейнмихель вспоминала:
И любезный, и грубоватый в одно и то же время, не лишённый хитрости, он умел по отношению мужчин и женщин, чтобы им понравиться, применять приёмы, всегда имевшие успех. Будучи человеком без эрудиции, Лорис-Меликов умел это прекрасно скрывать. Начиная разговор на политическую или литературную тему, он вдруг сразу умолкал, предоставляя говорить другим, а сам лишь зло усмехался, чтобы показать, что в нем заключён целый мир познаний. В клубах, в салонах только и было разговору, что о прекрасном армянине. У г-жи Нелидовой он познакомился и сблизился с министром финансов Абазой, либеральные мнения которого он льстиво поощрял. С графом Адлербергом и с министром внутренних дел Тимашевым он был консерватором, с великим князем Константином — славянофилом, с немецким послом генералом Вердером — германофилом, ярым приверженцем английской политики — с лордом Дуссерином, а с генералом Шанси — восторгался французской армией; таким образом он каждому нравился.
Вскоре после назначения Лорис-Меликова в различные концы европейской части империи были снаряжены сенатские ревизии. Итогом их деятельности стало резкое уменьшение количества политических дел на местах. Материалы ревизий позволили Лорис-Меликову сделать вывод о том, что главной причиной общественного недовольства стала незавершённость великих реформ. Это касалось и крестьянского малоземелья, и разорительных для их хозяйств выкупных платежей, и недопущения представителей общества к решению государственных вопросов.
В целях сосредоточения в одних руках высшего заведования всеми органами, призванными к охранению государственного спокойствия, предложил упразднить Третье отделение и передать все его дела и функции во вновь учрежденный Департамент полиции при Министерстве внутренних дел. Им были предложены меры к облегчению участи лиц, высланных административным порядком по политической неблагонадёжности и принадлежавших в значительной мере к числу учащейся молодёжи. Некоторое отражение системы Лорис-Меликова можно найти в «Письмах о современном состоянии России» Р. А. Фадеева, бывшего товарища Лорис-Меликова по службе на Кавказе.
Свою важнейшую задачу Лорис-Меликов видел в усилении репрессий по отношению к революционерам, для чего он считал необходимым объединить жандармо-полицейские и судебные органы; ускорить производство дел по политическим преступлениям; пересмотреть существующую организацию административной ссылки и политического надзора. Одной из мер по усилению политического сыска стала организация постоянной заграничной агентуры.
Несмотря на совершённое 20 февраля 1880 года неким Млодецким покушение на него, продолжал держаться высказанных им начал в борьбе с революционным движением. За это покушение, а также хранение и распространение прокламаций И. О. Млодецкий и студент И. И. Розовский были казнены.
Одновременно со срочными мерами по отношению к революционерам, Лорис предлагает императору свою программу усовершенствования административной системы государства и изменения социально-экономической политики. Программа была изложена графом в докладе от 11 апреля 1880 года. Эта программа состояла из 5 основных пунктов, в числе которых задача идти твёрдо и решительно, координировать все органы правительственной власти для борьбы с «лжеучениями», постепенное возвращение от чрезвычайных мер к законному течению дел, «благорасположение» к деятельности земств, к потребностям городов, осуществление податной реформы, пересмотр паспортной системы, дарование прав раскольникам-староверам, переселение крестьян, преобразование губернских административных учреждений, установление законодательных отношений нанимателей с рабочими.
В сферу деятельности Лорис-Меликова входили также средства массовой информации. Несколько улучшилось положение печати. Появились как новые либеральные органы вроде газеты Стасюлевича «Порядок», так и издания славянофильства. Так, получил разрешение издавать еженедельник «Русь» И. С. Аксаков, в чём ему в 1879 году было отказано. Резко возросла активность ведущих публицистов либерального лагеря (различных оттенков), особенно А. Д. Градовского («Голос», «Русская речь»), Г. К. Градовского («Молва»), Л. А. Полонского («Страна»), В. И. Модестова («Голос»), П. А. Гайдебурова («Неделя»). Из лагеря славянофилов усилил свои позиции «Русская мысль» С. А. Юрьева и А. И. Кошелева.

## Министр внутренних дел. Цареубийство
В конце лета 1880 года Лорис-Меликов возбудил вопрос о прекращении деятельности Верховной распорядительной комиссии, которая и была закрыта 6 августа того же года; в тот же день он был назначен министром внутренних дел. Членом Государственного совета назначен 11 февраля 1880 года. В период «либеральной диктатуры» проживал в доме В. Н. Карамзина по адресу: Большая Морская улица, 55.
К началу 1881 года Лорис-Меликов подготовил план привлечения общественности к законотворчеству путём созыва представительного органа с законосовещательными полномочиями. Эта т. н. Конституция Лорис-Меликова была представлена им императору в конце января 1881 года и была предварительно одобрена последним за несколько дней до гибели.
В этом документе подробно перечислялись мероприятия, проведённые Лорис-Меликовым за время своей государственной деятельности — с февраля 1880 по конец января 1881 годов. Далее в докладе Лорис предлагает приступить к осуществлению мер, направленных на завершение «великих реформ». В числе мер им видится административно-хозяйственная и финансовая реформы.
Первая подразумевала реформирование местного губернского управления, разработку законопроектов, дополняющих Положения 19 февраля 1861 года, изучение вопросов о способах ликвидации временно обязанного состояния, то есть перевода крестьян на обязательный выкуп, пересмотр земского и городового Положения, разработку вопросов, связанных с организацией системы народного продовольствия.
Вторая — разработку налогового вопроса, а также вопроса о паспортной системе и ряд других. Лорис-Меликов предлагает созвать временные подготовительные комиссии (наподобие комиссий, обсуждавших крестьянскую реформу) — административно-хозяйственную и финансовую. Для рассмотрения законопроектов, разработанных в этих двух комиссиях, Лорис полагал создание общей комиссии. При этом он специально оговаривал: «Установление изложенного выше и испытанного уже с успехом порядка предварительной разработки важнейших вопросов, соприкасающихся с интересами народной жизни, не имеет ничего общего с западными конституционными формами. За верховной властью сохраняется всецело и исключительно право возбуждения законодательных вопросов в то время и в тех пределах, какие верховная власть признает за благо указать».Таким образом Лорис-Меликов планировал ограничить права земств.
Из числа всех мероприятий, задуманных при Лорис-Меликове, в промежуток времени с ноября 1880 года по май 1881 года, были осуществлены весьма немногие, как, например, отмена акциза на соль (по финансовому ведомству) или уменьшение выкупных платежей. Из задуманных им мероприятий, уже после его отставки, была осуществлена отмена подушной подати.
В борьбе правительства с пропагандой свержения монархии и с терроризмом держался воззрения, что предотвращение или раскрытие преступной горсти людей не должно стеснять мирных граждан вообще и что следует сделать закрытыми слушания по политическим делам. Тем не менее не отказывался он и от репрессивных мер в отношении народовольцев. За 16 месяцев его правления в России прошло 32 политических судебных процесса и было вынесено 18 смертных приговоров. Лорис-Меликов лично принимал участие в допросах арестованного в ноябре 1879 года террориста Г. Д. Гольденберга и получил от него ценные показания.
Во время его руководства министерством было совершено убийство в Петербурге главы государства при обстоятельствах, свидетельствовавших об отсутствии достаточных мер по охране личной безопасности императора (таково было мнение обер-прокурора Победоносцева и императора Александра III). Тем не менее за несколько дней до этого Лорис-Меликов настойчиво рекомендовал Александру II временно воздержаться от поездок по столице. Однако император пренебрёг рекомендациями своего министра. Благодаря тому, что один из террористов — Н. Рысаков, — убегая с места преступления, был схвачен оказавшимся рядом мостовым сторожем на конно-железной дороге крестьянином Михаилом Назаровым и дал обширные показания следствию, удалось раскрыть всю террористическую организацию (её руководитель Желябов был арестован за 2 дня до цареубийства на основании показаний харьковского террориста Гольденберга, которые были даны ещё в конце 1879 года).

## Последние годы жизни
Отставка с поста министра была официально принята 16 (4) мая 1881 года. Лорис-Меликов уехал за границу и проживал большей частью в Ницце. Уволен в бессрочный отпуск (29 мая 1883 года) с разрешением присутствовать в Государственном совете, когда позволит здоровье.
Скончался 12 декабря 1888 года в Ницце. Тело его было привезено в Тифлис, где и погребено в армянском Ванкском соборе (на нынешней улице Атонели). После разрушения собора, в 1957 году прах и надгробие были перенесены во двор армянской церкви Сурб Геворг в Тбилиси.

## Политические и социально-экономические взгляды
«По политическим своим воззрениям, — говорит доктор Н. А. Белоголовый, близко сошедшийся с Лорис-Меликовым во время его жизни за границей, — Лорис-Меликов был умеренный постепеновец, последовательный либерал, строго убежденный защитник органического прогресса, с одинаковым несочувствием относившийся ко всем явлениям, задерживающим нормальный рост и правильное развитие народов, с какой бы стороны эти явления ни обнаруживались. Непоколебимо веруя в прогресс человечества и в необходимость для России примкнуть к его благам, он стоял за возможно широкое распространение народного образования, за нестесняемость науки, за расширение и большую самостоятельность самоуправления и за привлечение выборных от общества к обсуждению законодательных вопросов в качестве совещательных членов. Дальше этого его реформативные идеалы не шли».
Лорис-Меликов не был сторонником западной конституционной демократии, и сам это неоднократно подчёркивал: «<…>чем твёрже и яснее будет поставлен вопрос о всесословном земстве, приноровленном к современным условиям нашей жизни… тем более мы будем гарантированы от стремлений известной, хотя и весьма незначительной, части общества к конституционному строю, столь непригодному для России», — говорил он о расширении прав земских органов власти. Сближение органов земств и высшей администрации Лорис-Меликов считал альтернативой будущего благоустройства России. И в своей реформе он видел только шаг к этому сближению. Перспективу политического и социального развития России Михаил Тариелович предугадывал в расширении местного самоуправления: «По моему мнению, надлежало прямо приступить к пересмотру всего земского положения, городского самоуправления и даже губернских учреждений, на них зиждется все дело, и с правильным их устройством связано все наше будущее благосостояние и спокойствие<…>».
Его интересовали также и вопросы финансового и административного права, он увлекался чтением французских парламентских отчётов. Разрешение болезненных социально-экономических вопросов внутренней жизни пореформенной России Лорис-Меликов видел во введении прогрессивного подоходного налога. В своей работе «О Кавказских правителях в XVIII веке» М. Т. Лорис-Меликов высказывает свои взгляды на введение оброчных мер в ряде регионов страны: в частности, он одобряет введение оброчных мер на ловлю рыбы Л. С. Алексеева.

## Отношение российского общества к «диктатуре сердца» М. Т. Лорис-Меликова
Назначение графа Лорис-Меликова руководителем Верховной распорядительной комиссии было в целом встречено в обществе позитивно. В нём, несмотря на его политику усиления репрессий, прежде всего видели либерала, а в его деятельности — начало «либеральной политики государства». Левый, революционный лагерь общественного движения России также отмечал, что время «диктаторства» Лорис-Меликова — это время «общего оживления и надежд».
Тем не менее, в высших кругах против Лориса была серьёзная оппозиция, прежде всего в лице К. П. Победоносцева. О своём натянутом отношении к Лорис-Меликову упоминает и государственный секретарь Е. А. Перетц. Не был принят Лорис и в петербургском чиновничестве, о чём сам упоминает в своих письмах: «<…> для петербургского чиновничества <…> мое я останется далеко неведомым. Забывают они, что пребывание мое в столице было кратковременно, а потому, взрощенный на иных началах, я не мог зачумиться их болезнью».
Положительно относился к «диктатуре сердца» Ф. М. Достоевский. «Сохрани бог, если повернут на старую дорогу. Да вы скажите мне <…> хорошими ли людьми окружит себя Лорис, хороших ли людей пошлет он в провинции? Ведь это ужасно важно <…> Да знает ли он, отчего всё это происходит, твёрдо ли знает он причины? Ведь у нас все злодеев хотят видеть <…> Я ему желаю всякого добра, всякого успеха», — говорил писатель.

## Исторические изыскания
Граф Лорис-Меликов интересовался историей Северного Кавказа и поместил в журналах несколько статей по историческим вопросам:
- «О Кавказских правителях с 1776 года до конца XVIII столетия, по делам Ставропольского архива» // «Русский архив», 1873
- «Записка о Хаджи-Мурате» // «Русская старина», 1881, т. 30
- «О судоходстве по Кубани» // «Новое время», 1882
- «О состоянии Терской области» // «Русская старина», 1889, № 8—9

## Награды
- Золотая сабля «За храбрость» (1848)[35]
- Орден Святой Анны 4-й степени (20.07.1848)
- Орден Святой Анны 3-й степени с бантом (03.07.1850)
- Орден Святой Анны 2-й степени с мечами (25.01.1852)
- Золотая сабля «За храбрость» (28.02.1854)
- Орден Святого Владимира 4-й степени с бантом (15.05.1854)
- Орден Святого Владимира 3-й степени с мечами (20.10.1855)
- Орден Святого Станислава 1-й степени (06.06.1859)
- Орден Святой Анны 1-й степени с мечами (26.06.1860)
- Орден Святого Владимира 2-й степени с мечами (13.10.1861)
- Орден Белого орла (19.04.1865)
- Орден Святого Александра Невского (30.08.1869)
- Бриллиантовые знаки к ордену Святого Александра Невского (08.09.1871)
- Орден Святого Георгия 3-й степени (14.05.1877)
- Орден Святого Георгия 2-й степени (27.10.1877)
- Орден Святого Владимира 1-й степени с мечами (14.11.1877)
- Орден Святого Андрея Первозванного (30.08.1880)

Иностранные:
- Турецкий орден Меджидие 2-й степени (1858)
- Мекленбург-Шверинский орден Вендской Короны 2-й степени (1878)
- Прусский орден «Pour le Mérite» (1878)
- Черногорская медаль (1878)

Почётный член Императорской Академии наук (29.12.1880).

## Память
В память о Лорис-Меликове было названо несколько улиц (в частности, улица Лорис-Меликова в Сухуми, ныне улица Лакоба), а также населённые пункты:
- посёлок Лорис Краснодарского края;
- село Лорис-Меликово в Омской области.

Лорис-Меликов выведен в исторических романах Марка Алданова «Истоки» и Абузара Айдамирова «Долгие ночи», а также в приключенческом романе Бориса Акунина «Дорога в Китеж».
- Исторический роман «Князь Записки Стукача» Эдвард Радзинский.

## Сочинения
- Переписка Александра III с гр. Лорис-Меликовым (1880—1881 гг.) // Красный архив. — М. — Л., 1925. — Кн. 1 (18). — С. 101—131.
- Лорис-Меликов М. Т. Исповедь гр. Лорис-Меликова (письмо Лорис-Меликова А. А. Скальковскому от 14 октября 1888 г). Сообщение А. А. Скальковского. // Каторга и ссылка, 1925. — Кн. 2 (15). — С. 118—125.
- Лорис-Меликов М. Т. О Кавказских правителях с 1776 года до конца XVIII столетия, по делам Ставропольского архива. // Русский архив, 1873. — Кн. 1. — С. 742—777.
- Лорис-Меликов М. Т. Записки о Хаджи-Мурате. // Русская старина, 1881. — № 3 (т. 30). — С. 655—667.
- Лорис-Меликов М. Т. Конституция гр. Лорис-Меликова и его частные письма. — Лондон—СПб.: изд-во «Свободная мысль», [б. г.]
- Лорис-Меликов М. Т. Сущность и значение конституции. — Лондон, 1901.

Письма к графу Лорису-Меликову от Н. Н. Муравьева и М. С. Воронцова напечатаны в «Русской старине» в 1884 г., т. 43.